# 托尼·阿舍
安东尼·D·阿舍尔（Anthony "Tony" D. Asher，1939年5月2日—），英裔美国歌曲作者、广告文案作家，1960年代因与Roger Nichols和海滩男孩乐队的布赖恩·威尔逊合作而知名。阿舍尔合作了海滩男孩1966年专辑《宠物之声》中的8首歌，包括单曲"God Only Knows," "Wouldn't It Be Nice," "Caroline, No"。阿舍尔自称只写了歌词，但有时也贡献乐思。阿舍尔也创作广告歌，如美泰儿的口号“You can tell it's Mattel - it's smell!”，并为《鹧鸪家庭》创作歌曲。

## 背景
托尼·阿舍尔1939年5月2日出生于伦敦，母亲是美国演员Laura La Plante，父亲是电影制片人Irving Asher。6个月大时母子移居洛杉矶，而父亲Irving留在英国，二战中服役于美国陆军。童年，阿舍尔弹钢琴、作曲阿舍尔在加州大学洛杉矶分校获新闻学学位毕业，受雇于Caron/Roberts/Inc.广告机构。阿舍尔设计了美泰儿的广告口号：“You can tell it's Mattel - it's smell!”大获成功，后创作了芭比娃娃和Chatty Cathy玩偶的广告和口号。在广告机构与其共事的有Terry Gillian和Joel Siegel。阿舍尔还与范·戴克·帕克斯合作歌曲。

## 《宠物之声》

### 与布赖恩·威尔逊相识
大多数资料认为阿舍尔与布赖恩·威尔逊与1965年在西部联合录音室录音时相识。阿舍尔当年是26岁写广告的文案作家，觉得海滩男孩与众不同，发行的一系列热曲“听第一小节就知道是海滩男孩的唱片”然而虽然是歌迷，但他“手里没有他们的专辑。倒是有比尔·艾文斯的专辑若干。”
阿舍尔解释道：“当时可能是在录音乐，也可能是广告配音，听说海滩男孩在另一间录音室。休息室，在走廊里闲逛，偷偷溜进去，录音室里只有布赖恩·威尔逊一人，……最终，与他相识。”布赖恩·威尔逊想与过去已经成名的（以冲浪、汽车为题材的）沙滩男孩之声彻底了断，不想再与之前的作者合作，他1965年12月左右联络阿舍尔，10天内便开始练习创作，《宠物之声》成形。
另有资料称二人在共同好友Loren Schwartz家的聚会上相识。阿舍尔说：“Schwartz是在圣莫尼卡学院的同学……，在Schwarts家偶尔见过威尔逊，但他从不久留。”布赖恩·威尔逊的传记作者Peter Ames Carlin考据阿舍尔和威尔逊见面时间是1963年初。Schwartz本人在西部联合录音室称阿舍尔是“大学最好的伙伴”，并介绍了布赖恩·威尔逊认识。问威尔逊为何选择与阿舍尔合作，他说他认为阿舍尔是“很酷，竟认识Schwartz这个很聪明、能说会道的人。”

### 合作
布赖恩·威尔逊和阿舍尔合作了大约三周时间。据阿舍尔说，创作过程一般是威尔逊先在钢琴上弹奏旋律或和弦片段的素材，或是谈论他最近喜欢的唱片，或是讨论他有意的创作题材。阿舍尔的贡献不大，主要是在威尔逊试探做出旋律和和弦进行的同时提出一些补充性的意见，不过过程中二人也交换想法。阿舍尔认为整个过程像在“写自传”，但“不单是布赖恩·威尔逊的自传。”创作“God Only Knows”这首歌时，威尔逊回忆：“托尼·阿舍尔挚爱经典歌曲，我想这影响了我的音乐品味。”而阿舍尔也欣赏威尔逊“像在打字一样寻找和弦进行。”
阿舍尔争辩称他在“I Just Wasn't Made for These Times”“Caroline, No”“That's Not Me”中贡献了重要音乐创意。他说，他们的八首歌中，有三首的歌名和主要素材都是他构思的。版税方面，阿舍尔同意25%的分成，但觉得与自己的贡献不成正比，他原话是：“微不足道……但想到我只是名不见经传，而合作对象却是900万销量的大佬，也不算太坏吧。”
几年后，阿舍尔回忆与布赖恩·威尔逊及其乐队成员的关系，觉得是“尴尬”的往事。他记得威尔逊展现出糟糕的品味。比如，他喜欢的电影无不糟糕，“我们每写四个小时歌曲，就会有差不多48个小时的弱智对话，讨论他刚读的一本（关于神秘主义的）愚蠢的书。不然就是没完没了地讨论女人。”又补充道。他对威尔逊的印象是“他所认识的最不负责任的人”，曾在他家到处见过多达10万美元未兑现的版税支票。他又觉得布赖恩·威尔逊与妻Marilyn维持的奇怪关系很可笑，像是《摩登原始人》，我个人永远不能理解为什么要娶她。”
当问到布赖恩·威尔逊是否表现出“发疯”的征兆，阿舍尔回答说：“威尔逊愤怒失控，发作过几次，然后精神崩溃，录音回放时就开始哭。”他认为“威尔逊本人和家人的幽闭恐惧症更多由于威尔逊的双相情感障碍，而非服用致幻剂LSD所致。”后来阿舍尔称威尔逊是“天才音乐家，业余人类”2013年他辩称当时“辞不达意”，解释道：人人都有擅长和不擅长的领域，而威尔逊全部身心都投入在音乐上。”
歌曲完成后，阿舍尔探访了几次录音，大部分是后期弦乐叠录。阿舍尔在得知专辑的标题时，反应不悦。他会想起当时威尔逊给他“看了一些在动物园拍的照片样张，并说打算把专辑叫做《宠物之声》。我觉得作为专辑名太蠢——贬低了我们的工作成果。另一方面，我也意识到威尔逊的很多古怪想法最后都被证明是高明的。”乐队没有再叫阿舍尔创作下一张专辑。他说：“我不奇怪。别忘了，当时都认为《宠物之声》是失败的。歌曲还没录音时，我就知道乐队其他人认为布赖恩·威尔逊与我合作不是个好主意。”

## 后期生涯
《宠物之声》之后，阿舍尔与Roger Nichols合作。他还与作曲/编曲家John Bahler合作了几首歌，由《鹧鸪家庭》录制并用在其电视节目中。阿舍尔作为几家广告代理商（包括Carson/Roberts/Inc.）的文案作家和创意总监，为美泰儿、Gallo Wines、蜜丝佛陀、Glendale Federal Savings等公司制作了几十首广告歌。
离开广告行业后，阿舍尔与John Bahler搭档在好莱坞成立一家广告歌配乐制作公司“制片人音乐服务”。阿舍尔最终供职于设计师索尔·巴斯在洛杉矶的图形设计公司Bass/Yager & Associates（合伙）长达十二年，最后八年任总裁。
1990年代末，威尔逊和阿舍尔重拾伙伴关系，合写了至少四首歌曲。只发行了两首：“This isn't Love”和“Everything I Need”。“This isn't Love”的纯钢琴版1997年在合辑Songs without Words中发行，威尔逊2002年专辑Live at the Roxy Theater发行了全乐队现场表演版。1997年，“Everything I Need”出现在威尔逊与女儿Carnie和Wendy的合作项目The Wilsons中。

## 深入阅读
- Sharp, Ken. . Rock Cellar Magazine. September 4, 2013  [2022-12-14]. （原始内容存档于2015-11-27）.